# Hosh al-Nufour
Hosh al-Nufour hoặc Hawsh al-Nufour (tiếng Ả Rập: حوش النفور) là một ngôi làng Syria thuộc huyện Qatana của Tỉnh Rif Dimashq. Theo Cục Thống kê Trung ương Syria (CBS), Hosh al-Nufour có dân số 363 trong cuộc điều tra dân số năm 2004.